# Pholeomyia expansa
Pholeomyia expansa är en tvåvingeart som beskrevs av Aldrich 1925. Pholeomyia expansa ingår i släktet Pholeomyia och familjen sprickflugor.
Artens utbredningsområde är Kalifornien. Inga underarter finns listade i Catalogue of Life.